# Spotting (dança)

Uma dançarina aponta para o espectador enquanto executa fouettés

Spotting é uma técnica de dança usada pelos dançarinos durante a execução de giros, que leva o olhar do executante para dois pontos específicos de forma rápida e repetidamente (foco fixo na frente e atrás deste), com o objetivo de controle corporal e evitamento de tontura (com uma orientação constante da cabeça e dos olhos do dançarino). É uma rotação periódica do corpo e da cabeça em diferentes velocidades, dando a impressão de que a cabeça está sempre voltada para a frente (estável) evitando a tontura.
À medida que um dançarino gira, o spotting é realizado girando o corpo e a cabeça em diferentes taxas. Enquanto o corpo gira suavemente a uma velocidade relativamente constante, a cabeça periodicamente gira muito mais rápido e depois para, de modo a fixar o olhar do dançarino em um único local (o ponto de localização, ou simplesmente o local ). Às vezes, os dançarinos se concentram em um ponto visual real, se houver um disponível (por exemplo, uma luz ou outro objeto), mas se nenhum objeto adequado estiver disponível, eles tentarão terminar cada rotação da cabeça em uma orientação consistente. O ponto de observação pode ser outro dançarino, caso em que o local pode se mover.

## Uso
Spotting é vantajoso para dançarinos de várias maneiras:
- previne tonturas ao fornecer um foco fixo para os olhos;[3]
- o foco fixo também ajuda o dançarino a controlar o equilíbrio;
- ajuda o dançarino a controlar a direção do deslocamento durante as curvas de deslocamento, como chaînés e piqués.

A técnica de spotting é empregada para muitos tipos de curvas, incluindo piruetas e chaînés. No entanto, é deliberadamente evitado em alguns tipos de curvas. Por exemplo, viradas de adagio — em que a estética pretende transmitir serenidade e calma — seriam perturbadas pelos movimentos bruscos da cabeça do spotting. As curvas no estilo adagio incluem curvas em arabescos ou posições de atitude.
Em alguns casos, vários pontos podem ser usados durante uma curva. Por exemplo, durante uma Salsa cross-body lead com virada para dentro, a senhora aponta para longe de seu parceiro para controlar o deslocamento e então aponta para seu parceiro para controlar a parada da rotação.

### Em jogos eletronicos
Uma adaptação de spotting é usada em jogos eletronicos em primeira pessoa, para evitar o enjoo da simulação causado por mudanças de cenário que não estão correlacionadas com o movimento do corpo. Por exemplo, uma mira visível ou retículo de mira é fornecido em Mirror's Edge como um ponto de referência de localização.

## Notação de dança
Na notação Labanotation, o spotting é registrado como um sinal facial seguido pelo sinal "spot hold", que é uma forma de diamante ( ◊ ) com um ponto no centro.

## Pesquisa
Pesquisadores neurocientistas do Colégio Imperial de Londres realizaram experimentos com bailarinas referente aos seguintes aspectos: percepção da sensação, reflexos dos olhos e, tontura. Onde dois grupos de pessoas com semelhaças em idade e condição física foram recrutados (a. 29 bailarinas, b. 20 remadoras) giraram em uma cadeira em um quarto escuro; ao parar a cadeira, as bailarinas foram convidadas a posicionar uma alavanca para indicar a rapidez que sentiam de ainda ter a sensação de estarem girando. Isso mediu sua resposta de percepção à tontura; os reflexos dos olhos – o rápido movimento involuntário dos olhos causados pelos giros – também foram medidos. Em pessoas normais, essas duas respostas se correlacionam bem, mas nas bailarinas havia um descolamento: enquanto os reflexos dos olhos continuavam, a resposta da percepção caía.
“Nós medimos a percepção da sensação e os reflexos dos olhos e descobrimos que bailarinos são muito mais resistentes que não-bailarinos”, disse ele. “Nas remadoras, a sensação se correlacionou muito bem com os reflexos, mas nas bailarinas os dois não estavam correlacionados – eles se desatrelaram. Em uma pessoa com tontura crônica, a duração de sua resposta perceptiva é muito maior; há uma reação desproporcionalmente maior em comparação a uma bailarina, que mostra uma resistência poderosa”.
Em seguida, um exame de ressonância magnética do cerebelo examinou a quantidade de: massa cinzenta (parte que calcula) e a matéria branca (parte que faz conexões); isso evidenciou diferenças entre bailarinos e não-bailarinos.
“Uma comparação estatística entre estruturas cerebrais mostrou que, nas bailarinas, uma área do cerebelo era menor do que nas remadoras. Esta parte do cérebro também é conhecida por estar envolvida no processamento de sinais do ouvido. E quanto mais experiente a bailarina, menor é essa parte. O cerebelo pode processar sinais que são então enviados para áreas do cérebro ligadas à percepção. Nos bailarinos, isso reduz o fluxo de sinais – age como um portão”.
Por fim então analisaram o córtex cerebral, que está associado à percepção, e encontraram uma massa branca mais forte no grupo de controle: “Mais massa branca significa que você é mais propenso a ficar tonto – nas bailarinas nós não vimos esse aumento”, disse Seemungal.